# Carl Herforth
Carl Bernhard Ferdinand Herforth (født 11. maj 1866 i København, død 25. februar 1937 sammesteds) var en dansk sagfører og kreditforeningsdirektør.

## Ungdom
Herforth var yngste søn af overretsprokurator Christian Herforth og Christiane Johanne f. Rée. Han voksede op på Amagertorv i København i en velhavende og prominent familie.  Hans far var ejer af en betydningsfuld sagførervirksomhed medejet af Herforths storebror, overretssagfører Christian Hjelm Herforth. Efter forberedelseseksamen i 1883 blev han ansat i et handelsfirma, hvor han avancerede til prokurist. Hans førnævnte bror døde imidlertid tidligt, hvorefter han overtog pladsen som sin fars kompagnon. Han tog juridisk embedseksamen i 1888 og blev siden eneindehaver af virksomheden. Således var han allerede økonomisk uafhængig og havde en vigtig position som ganske ung.  

## Kreditforeningsdirektør
I 1899 blev Herforth tilknyttet det københavnske byggeri som direktør for Kreditforeningen af Grundejere i Kjøbenhavn og Omegn. Han besad denne position tungt og udviste gode og sikre evner ved bedømmelsen af ejendomsværdier både under Bankkrisen i København i 1908, hvor ejendomspriserne faldt og ledigheden steg, samt under 1. Verdenskrig, hvor den modsatte situation opstod. Herforth forstod at holde balancen i disse usikre tider uden at lade sig følge af hverken pessimisme eller blind optimisme. Han var ligeledes tilknyttet en række københavnske ejendomsselskaber. I forbindelse med sin 70-års fødselsdag i 1936 fratrådte han sin stilling som direktør for Københavns Kreditforening, men fortsatte som bestyrelsesmedlem. Han havde desuden adskillige andre bestyrelsesposter og tillidshverv og var udnævnt både Ridder af Dannebrog og Dannebrogsmand.
Herforth var blandt sin tids rigeste mænd i Danmark. Hans hjem i Østerbanegade og sommervillaen i Skodsborg blev samlingspunkter for den københavnske overklasse. Han ejede desuden en større kunstsamling med vigtige flamske og hollandske malerier af bl.a. Anton van Dyck og stiftede en række legater. 

## Død
Den 25. februar 1937 blev Herforth ramt af et hjerteslag under en forretningssamtale med direktør Poul C. Rasmussen i Københavns Kreditforening og døde kort tid efter. Han blev begravet fra Vor Frue Kirke under deltagelse af adskillige prominente forretningsfolk og jurister samt mange venner af familien Herforth. Det store følge medførte endda betydelige trafikale problemer i det sneklædte København under ligtoget til Vestre Kirkegård. Stiftprovst Henry Ussing holdt tale ved graven: "Et gammelt ord siger, at mand dør, men ej dør mands dåd, og Carl Herforths dåd vil ikke glemmes, så længe vi lever."

## Familie
Herforth giftede sig i 1889 med Louise Caroline f. Petersen, datter af overretsprokurator P. A. Petersen. Parret fik seks børn. Deres to døtre giftede sig henholdsvis med højesteretsdommer Poul Gammeltoft, søn af direktør Carl Gammeltoft, og grosserer Emil Benthien. Den ældste søn, generalsekretær Christian Gammeltoft, som var gift med en datter af forfatter Anna Levin, blev i 1929 involveret i en større skandale, da han i beruset tilstand påkørte en mælkemand. Hans tvivlsomme opførsel ved retssagen samt hans rygte som alkoholiseret rigmandssøn, tvang ham til at bosætte sig i Frankrig. De øvrige tre sønner var forretningsmænd og bosatte sig ligeledes i udlandet.     